# Harro Paul Harring
Pour les articles homonymes, voir Harring.
Harro Paul Harring (né le 28 août 1798, à Wobbenbüll en Frise du nord, mort le 15 mai 1870 à Saint-Hélier, Jersey) est un révolutionnaire, poète et peintre danois.

## Biographie
Harro Harring est le fils d'un agriculteur qui devint plus tard préfet. Il fait son apprentissage au bureau de douane à Husum. Il souhaite devenir peintre et étudie à l'Académie des Arts à Copenhague et à Dresde. Il est en contact avec l'aile radicale du mouvement étudiant allemand qui influence fortement sa pensée politique. Il est temporairement membre de la loge maçonnique Apollo à Leipzig.

## Œuvres
- Blüthen der Jugendfahrt, 1821
- Dichtungen, 1821
- Erzählungen, 1825
- Der Psariot. Der Khan. Poetische Erzählungen, 1825
- Die Mainotten, dramatische Gedichte, 1825
- Der Wildschütze, Trauerspiel, 1825
- Der Student von Salamanca, dramatisches Gedicht, 1825
- Cypressenlaub, Erzählungen, 1825
- Theokla. Der Armenier, Trauerspiele, 1827
- Erzählungen aus den Papieren eines Reisenden,1827
- Szapary und Batthiany, Heldengedicht aus dem Ungarischen Türkenkriege, 1828
- Serenaden und Phantasien eines friesischen Sängers, nebst Klängen während des Stimmens (Vorläufer des Rhonghar Jarr), 1828
- Rhonghar Jarr. Fahrten eines Friesen in Dänemark, Deutschland, Ungarn, Holland, Frankreich, Griechenland, Italien und der Schweiz, 1828
- Theokla. Der Armenier, Trauerspiele, 1831 (2. Aufl.)
- Memoiren über Polen unter russischer Herrschaft. Nach zweijährigem Aufenthalt in Warschau, 1831
- Die Schwarzen von Giessen, oder der Deutsche Bund, Novelle, 1831
- Julius von Dreyfalken, des Schwärmers Wahn und Ende, Roman, 1831
- Erzählungen aus den Papieren eines Reisenden, 1831 (2. Aufl.)
- Erinnerungen aus Warschau. Nachträge zu den Memoiren über Polen, 1831
- Faust im Gewande der Zeit. Ein Schattenspiel mit Licht, 1831
- Der Renegat auf Morea, Trauerspiel, 1831
- Rosabianca. Das hohe Lied des Friesischen Sängers (Harro Harring) im Exil, 1831
- Der Pole. Ein Character-Gemälde aus dem dritten Decenium unsers Jahrhunderts, 1831
- Der Livorneser Mönch, Roman, 1831
- Der Carbonaro zu Spoleto, politisch-satyrische Novelle, 1831
- Firn - Mathes, des Wildschützen Flucht. Szenen im Bayrischen Hochlande, Novelle, 1831
- Der Russische Unterthan, 1832
- Blutstropfen. Deutsche Gedichte, 1832
- Die Völker. Ein dramatisches Gedicht, 1832
- Gedanken über Wahrheit, Liebe und Gerechtigkeit. Entwurf zu einer Volksvertretung und zur Bildung eines Volkes, demokratischen Grundsätzen, 1832
- Splitter und Balken. Erzählungen, Lebensläufe, Reiseblumen, Gedichte und Aphorismen, nebst Briefen über Literatur, 1832
- Chronique scandaleuse des Petersburger Hofes seit den Zeiten der Kaiserin Elisabeth Oder: Geheime Memoiren zur politischen und Regentengeschichte des Russischen Reichs aus der Periode von 1740 bis zum Tode des Grosfürsten Constantin. Aus dem Nachlasse eines alten Staatsmannes, 1832
- Poland under the dominion of Russia. Printed for I. S. Szymanski, 1834
- Die Möwe. Deutsche Gedichte, 1835
- Traum des Scandinaviers, 1839
- Poesie eines Scandinaven, 1843
- Rede an die Nordfriesen auf dem Bredstedter Marktplatz, 1848.
- Historisches Fragment über die Entstehung der Arbeiter-Vereine und ihren Verfall in communistische Speculationen, 1852
- Dolores, Ein Charaktergemälde aus Süd-Amerika, 1858-1859
- Die Dynastie, Trauerspiel, 1859